# 吉涅米库尔
吉涅米库尔（法語：Guignemicourt，法語發音：[ɡiɲmikuʁ]）是法国上法蘭西大區索姆省的一个市镇，属于亚眠区。

## 地理
吉涅米库尔（49°52'12"N, 2°10'29"E）面积4.48 平方千米，位于法国上法蘭西大區索姆省，该省份为法国北部沿海省份，北起加来海峡省和北部省，西接滨海塞纳省和大西洋英吉利海峡，南至瓦兹省，东临埃纳省。
与吉涅米库尔接壤的市镇（或旧市镇、城区）包括：博韦勒、克莱里-索尔舒瓦、费里耶尔、皮西、萨勒。

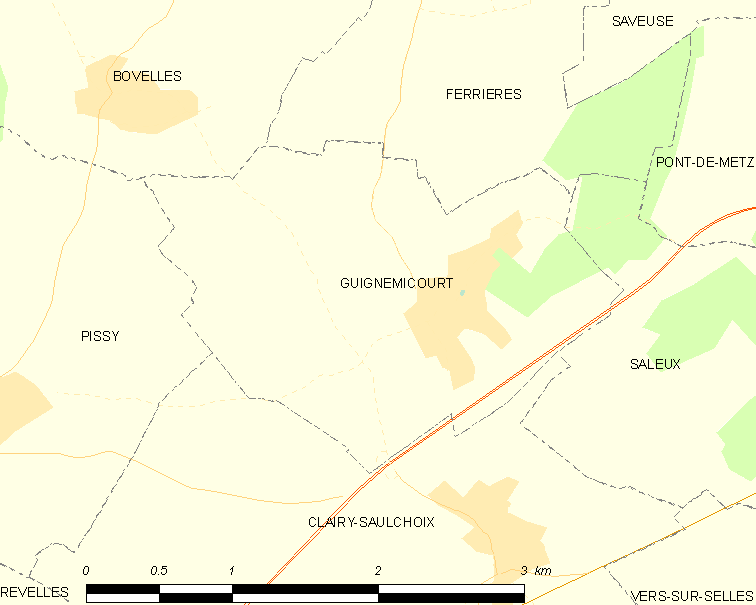
吉涅米库尔的OSM定位图

吉涅米库尔的时区为UTC+01:00、UTC+02:00（夏令时）。

## 行政
吉涅米库尔的邮政编码为80540，INSEE市镇编码为80399。

## 政治
吉涅米库尔所属的省级选区为索姆河畔阿伊县。

## 人口

1962-2008年间吉涅米库尔人口变化图示

吉涅米库尔于2022年1月1日时的人口数量为398人。